# Golf (farvand)
 For alternative betydninger, se Golf (flertydig). (Se også artikler, som begynder med Golf)
En golf er et stort indløb fra havet og ind i en landmasse, typisk med en mere snæver åbning end en bugt omend de to ord i praksis betragtes som synonyme. Ordet er forholdsvis nyt på dansk.

## Etymologi
Tekst mangler, hjælp os med at skrive teksten

## På engelsk
Ordet "gulf" blev oprindeligt anvendt til store, stærkt indrykkede, navigerbare saltvandsområder, der var omkredset af kystlinjen.

## Shippingområder
Visse golfer er store shippingområder, såsom den Persiske Golf og den Mexicanske Golf.